# 체커

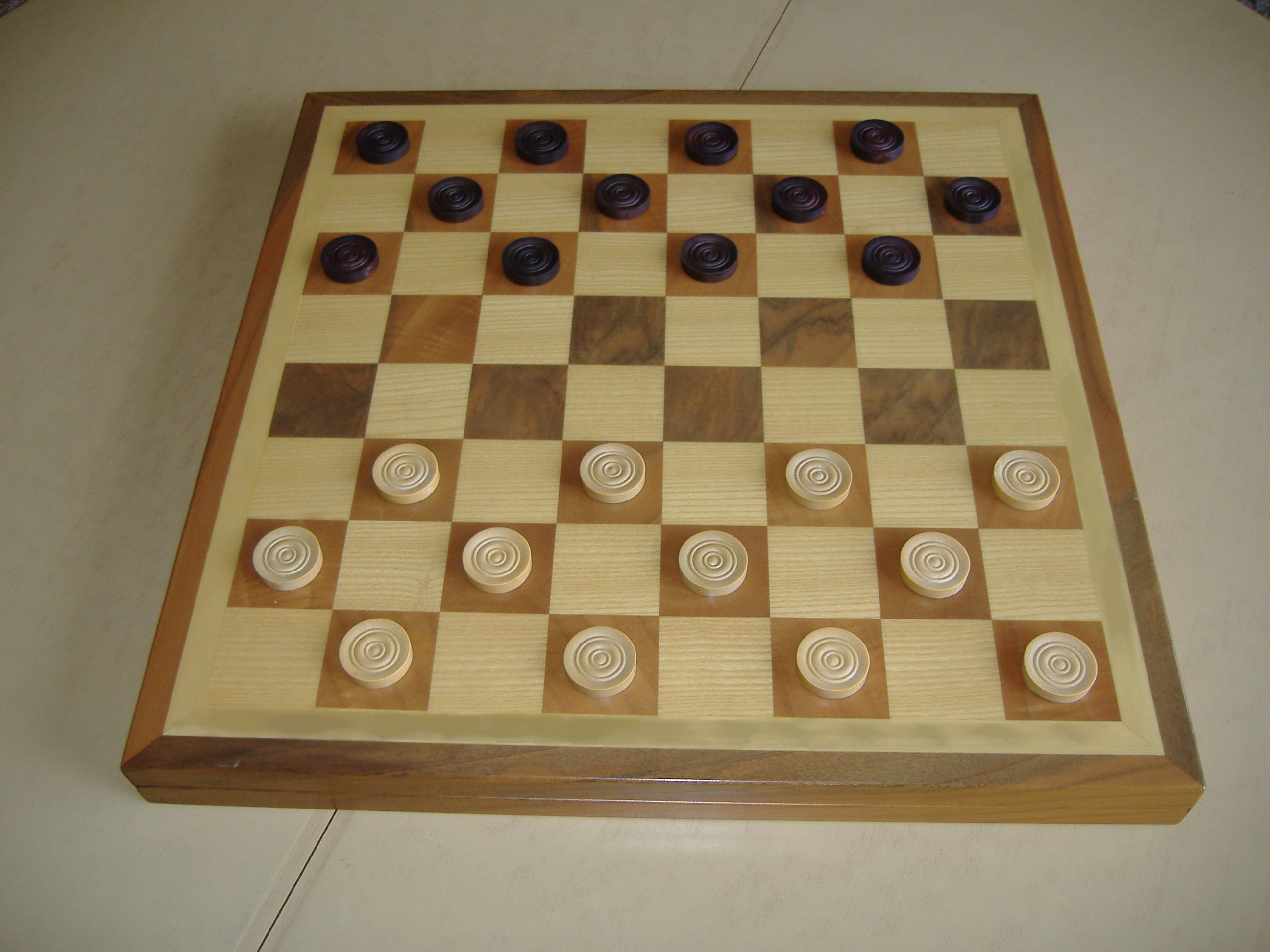
영/미식 체커

체커(Checkers, Draughts)는 체스판에 말을 놓고 움직여, 상대방의 말을 모두 따먹으면 이기는 게임이다. 10x10 판에서 하는 국제 룰과 8x8 판에서 하는 영/미식 룰이 가장 보편적이며, 지역에 따라 다양한 규칙이 존재한다.

## 체커 하는 방법

### 국제 룰

국제식 룰에 의한 진행 예

- 게임은 다음과 같이 10x10 판에 말을 배치함으로써 시작되며, 백이 선수를 잡는다.

## 
- 행마: 각 말은 대각선 앞으로만 한 칸을 전진할 수 있다. 후진은 불가능하다.
- 따먹기: 자신의 말의 대각선 방향으로(앞·뒤에 상관없이) 상대방의 말이 있고 그 건너편이 비어있을 경우, 상대방의 말을 뛰어넘고 그 말을 따먹을 수 있다. 한 번의 움직임으로 따먹을 수 있는 말이 여러 개일 경우 그것을 모두 따먹을 수 있다.

따먹었을 경우 한번더 이동할 수 있다.
- - 따먹을 수 있으면서도 따먹지 않는 것은 인정되지 않으며, 따먹을 수 있는 경우가 둘 이상인 경우 그 중 많이 따먹을 수 있는 경로를 택해야 한다.
- 왕: 자신의 말이 시작한 쪽의 반대편 끝까지 도달했을 때, 그 말은 왕이 된다. 왕은 말 두개를 겹쳐서 표시하며, 체스의 비숍과 같이 대각선 방향으로(앞·뒤 상관없이) 원하는 만큼 이동할 수 있고 그 사이에 있는 말을 따먹을 수 있다. 다만, 왕이 된 차례에는 따먹을 수 있는 말이 있어도 움직일 수 없다.

### 미국식 룰
미국식 룰은 국제 룰과 비슷하나 다음과 같은 점이 다르다.
- 8x8 판을 사용하며, 흑이 먼저 둔다.
- 따먹을 때에도 오로지 전진만 가능하고 후진은 할 수 없다.
- 왕은 전진과 후진이 모두 가능하지만, 비숍처럼 움직일 수 없고 한 칸씩만 이동가능하다.
- 따먹을 수 있는 경우가 둘 이상 있을 때 그 중 어느 쪽이든 선택가능하다.

### 다른 룰
국제 룰과 영미식 룰 이외에도 체커에는 다음과 같은 다양한 규칙이 있다.
- 브라질식 체커:국제 룰과 같고 판만 8x8 판을 사용한다.
- 캐나다식 체커:국제 룰과 같고 판만 12x12 판을 사용한다.
- 풀 체커:미국 동남부에서 주로 사용되고 미국식 룰과 비슷하나 다음과 같이 다르다.
  - 국제식 룰처럼 후진해서 따먹을 수 있고, 왕이 비숍처럼 움직인다.
  - 게임의 마지막에 두 상대 중 한쪽이 3개의 왕을, 다른 쪽이 1개의 왕을 가지고 있을 때 전자는 13수 안에 나머지 하나의 왕을 잡아야 한다. 그렇지 않을 경우 무승부가 된다.
- 스페인식 룰:8x8 판을 사용하며, 좌우가 연결되어 있다(즉, 오른쪽 끝에서 오른쪽으로 한칸 움직이면 왼쪽 끝으로 가게 된다)
  - 후진해서 따먹을 수는 없지만, 왕은 비숍처럼 움직인다.
  - 따먹을 수 있는 경우가 두 가지 이상이면 그 중 따먹을 수 있는 말이 많고 특히 왕의 수가 많을 경우를 선택해야 한다.
- 러시아식 체커:8x8 판을 사용한다.
  - 후진해서 따먹을 수 있고, 왕도 비숍처럼 움직인다.
  - 따먹을 수 있는 경우가 둘 이상 있으면 어느 쪽이든 선택가능하다.
  - 보통 말이 왕이 됐을 때 후진해서 따먹을 수 있는 돌이 있으면 (왕으로써) 계속 진행할 수 있다.
- 이탈리아식 룰:8x8 판을 사용한다.
  - 스페인식 룰처럼, 좌우가 연결되어 있다.
  - 왕은 비숍처럼 움직이지 않는다.
  - 따먹을 수 있는 경우가 둘 이상이면 그 중 더 많은 쪽, 왕이 더 많은 쪽, 왕을 먼저 따먹을 수 있는 쪽을 택한다.
  - 왕이 아닌 말은 왕을 뛰어넘을 수 없다.
- 터키식 룰:8x8 판을 사용한다.
  - 각 진영의 둘째 줄과 셋째 줄을 모두 채운다.
  - 말은 대각선으로 움직이지 않고, 좌우로 움직이거나 전진한다.
  - 왕은 체스의 룩처럼 움직인다.

## 같이 보기
- 차이니즈 체커(일본 및 대한민국에서는 다이아몬드 게임으로 알려짐)